# União Soviética nos Jogos Olímpicos de Inverno de 1960
A União Soviética mandou 62 competidores que disputaram oito modalidades nos Jogos Olímpicos de Inverno de 1960, em Squaw Valley, nos Estados Unidos. A delegação conquistou 21 medalhas no total, sendo sete de ouro, cinco de prata e nove de bronze.